# Itakolumit

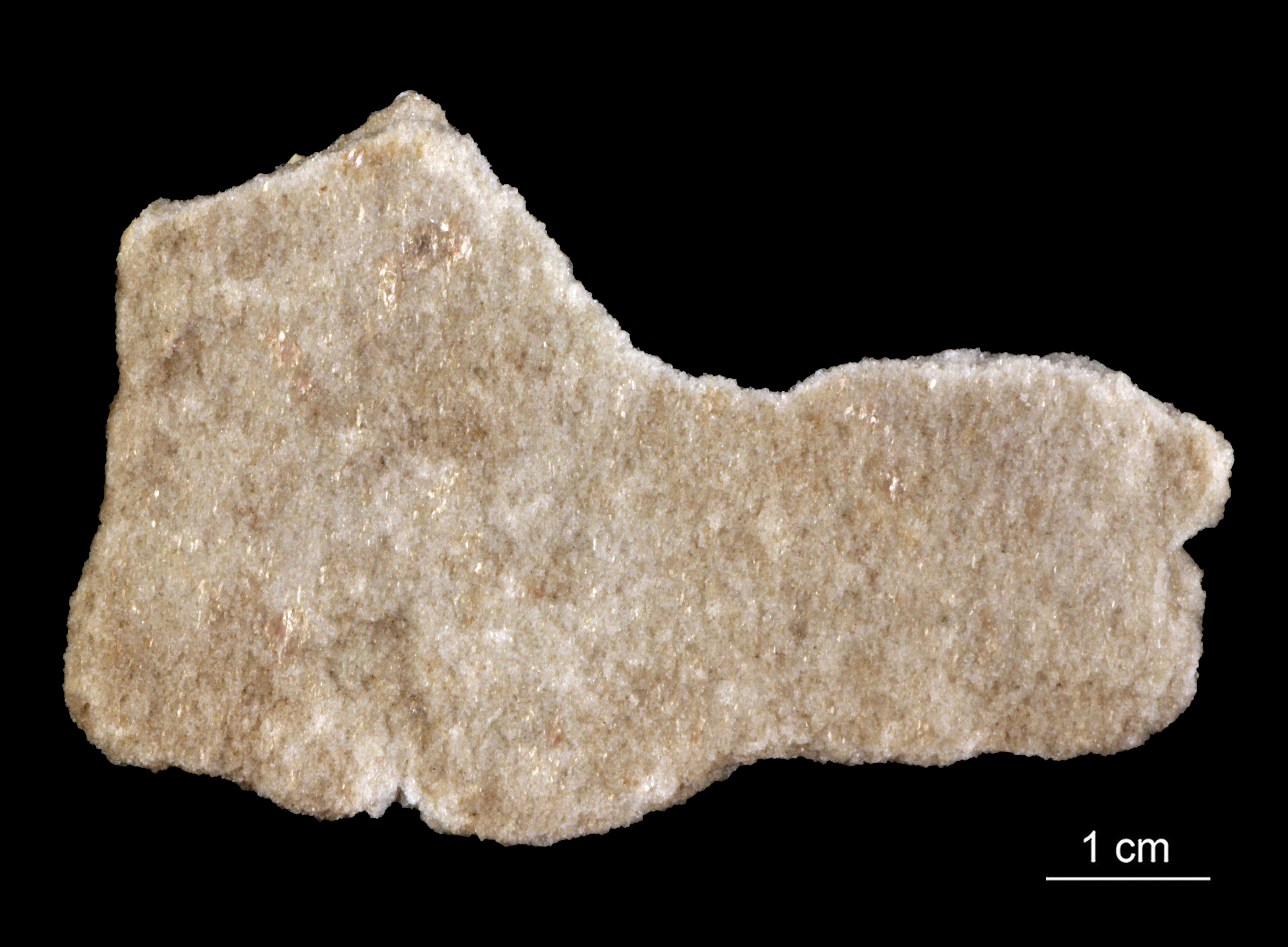
Itakolumit

Itakolumit, efter berget Itacolumi i delstaten Minas Gerais i Brasilien, är en sandstensart, som i tunna plattor har en viss böjlighet, ungefär som sulläder.
Itakolumit saknar bindmedel men är rik på glimmer, och kvartskornen griper hakformigt in i varandra. Itakolumit har en stor utbredning i Minas Gerais och har tidigare ansetts som diamantens moderbergart, men senare forskning visade att den visserligen var jämåldrig med de diamantförande lagren från prekambrium men själv inte förde diamanter.